# Don Newcombe
Donald Newcombe (ur. 14 czerwca 1926, zm. 19 lutego 2019) – amerykański baseballista, który występował na pozycji miotacza.

## Przebieg kariery
Newcombe karierę baseballisty rozpoczynał w zespole Newark Eagles, występującym w Negro League. W 1946 roku podpisał kontrakt jako wolny agent z Brooklyn Dodgers i początkowo występował w klubach farmerskich tego zespołu, między innymi w Montreal Royals. W Major League Baseball zadebiutował 20 maja 1949 w meczu przeciwko St. Louis Cardinals. W sezonie 1949 mając między innymi 17–8 W–L record, najwięcej w National League shutoutów (5) i wskaźnik ERA 3,17, został wybrany najlepszym debiutantem. W tym samym roku był jednym spośród pierwszych czterech czarnoskórych zawodników w historii (obok Jackie Robinsona i Roya Campanelli z Dodgers oraz Larry'ego Doby z Cleveland Indians), który wystąpił w Meczu Gwiazd. 
W 1951 zwyciężył w lidze w klasyfikacji strikeouts (164). W latach 1952–1953 brał udział w wojnie koreańskiej. W sezonie 1955 wystąpił w World Series, w których Dodgers pokonali New York Yankees w siedmiu meczach, zdobywając swój pierwszy tytuł mistrzowski. Rok później zwyciężając w National League w klasyfikacji zwycięstw (27), przy wskaźniku ERA 3,06 (5. wynik w lidze) i 139 strikeouts (7. wynik w lidze) został wybrany najbardziej wartościowym zawodnikiem i zdobył nagrodę Cy Young Award dla najlepszego miotacza w Major League.
Po przeniesieniu siedziby klubu z Nowego Jorku do Los Angeles, w sezonie 1958 po przegranych sześciu meczach (0–6 W–L), w ramach wymiany zawodników przeszedł do Cincinnati Reds. Występował jeszcze w Cleveland Indians, Spokane Indians (klubie farmerskim Los Angeles Dodgers) i Chunichi Dragons z Central League. Jego średnia uderzeń w przeciągu trwania całej kariery wyniosła 0,271; jest to dziewiąty wynik w historii MLB spośród miotaczy.

## Nagrody i wyróżnienia
| Nagroda/wyróżnienie         | Lata                   | Źródło |
| MVP National League         | 1966                   | [ 5 ]  |
| MVP National League         | 1956                   | [ 10 ] |
| 4× All-Star                 | 1949, 1950, 1951, 1955 | [ 5 ]  |
| Zwycięzca w World Series    | 1955                   | [ 8 ]  |
| NL Cy Young Award           | 1956                   | [ 11 ] |
| NL Rookie of the Year Award | 1949                   | [ 7 ]  |

## Statystyki
Sezon zasadniczy
| 1949               | BRO                                | 17                                 | 8                                  | 3,17                               | 38                                 | 31                                 | 19                                 | 5                                  | 1                                  | 244⅛                               | 223                                | 89                                 | 86                                 | 17                                 | 149                                | 1,211                              |                                    |                                    |
| 1950               | BRO                                | 19                                 | 11                                 | 3,70                               | 40                                 | 35                                 | 20                                 | 4                                  | 3                                  | 267⅛                               | 258                                | 120                                | 99                                 | 19                                 | 130                                | 1,246                              |                                    |                                    |
| 1951               | BRO                                | 20                                 | 9                                  | 3,28                               | 40                                 | 36                                 | 18                                 | 3                                  | 0                                  | 272                                | 235                                | 115                                | 99                                 | 19                                 | 164                                | 1,199                              |                                    |                                    |
| 1952               | nie grał z powodu służby wojskowej | nie grał z powodu służby wojskowej | nie grał z powodu służby wojskowej | nie grał z powodu służby wojskowej | nie grał z powodu służby wojskowej | nie grał z powodu służby wojskowej | nie grał z powodu służby wojskowej | nie grał z powodu służby wojskowej | nie grał z powodu służby wojskowej | nie grał z powodu służby wojskowej | nie grał z powodu służby wojskowej | nie grał z powodu służby wojskowej | nie grał z powodu służby wojskowej | nie grał z powodu służby wojskowej | nie grał z powodu służby wojskowej | nie grał z powodu służby wojskowej | nie grał z powodu służby wojskowej | nie grał z powodu służby wojskowej |
| 1953               | nie grał z powodu służby wojskowej | nie grał z powodu służby wojskowej | nie grał z powodu służby wojskowej | nie grał z powodu służby wojskowej | nie grał z powodu służby wojskowej | nie grał z powodu służby wojskowej | nie grał z powodu służby wojskowej | nie grał z powodu służby wojskowej | nie grał z powodu służby wojskowej | nie grał z powodu służby wojskowej | nie grał z powodu służby wojskowej | nie grał z powodu służby wojskowej | nie grał z powodu służby wojskowej | nie grał z powodu służby wojskowej | nie grał z powodu służby wojskowej | nie grał z powodu służby wojskowej | nie grał z powodu służby wojskowej | nie grał z powodu służby wojskowej |
| 1954               | BRO                                | 9                                  | 8                                  | 4,55                               | 29                                 | 25                                 | 6                                  | 0                                  | 0                                  | 144⅛                               | 158                                | 81                                 | 73                                 | 24                                 | 82                                 | 1,434                              |                                    |                                    |
| 1955               | BRO                                | 20                                 | 5                                  | 3,20                               | 34                                 | 31                                 | 17                                 | 1                                  | 0                                  | 233⅔                               | 222                                | 103                                | 83                                 | 35                                 | 143                                | 1,113                              |                                    |                                    |
| 1956               | BRO                                | 27                                 | 7                                  | 3,06                               | 38                                 | 36                                 | 18                                 | 5                                  | 0                                  | 268                                | 219                                | 101                                | 91                                 | 33                                 | 139                                | 0,989                              |                                    |                                    |
| 1957               | BRO                                | 11                                 | 12                                 | 3,49                               | 28                                 | 28                                 | 12                                 | 4                                  | 0                                  | 198⅔                               | 199                                | 86                                 | 77                                 | 28                                 | 90                                 | 1,168                              |                                    |                                    |
| 1958               | LAD                                | 0                                  | 6                                  | 7,86                               | 11                                 | 8                                  | 1                                  | 0                                  | 0                                  | 34⅛                                | 53                                 | 37                                 | 30                                 | 11                                 | 16                                 | 1,777                              |                                    |                                    |
| 1958               | CIN                                | 7                                  | 7                                  | 3,85                               | 20                                 | 18                                 | 7                                  | 0                                  | 1                                  | 133⅛                               | 159                                | 61                                 | 57                                 | 20                                 | 53                                 | 1,403                              |                                    |                                    |
| 1959               | CIN                                | 13                                 | 8                                  | 3,16                               | 30                                 | 29                                 | 17                                 | 2                                  | 1                                  | 222                                | 216                                | 87                                 | 78                                 | 25                                 | 100                                | 1,095                              |                                    |                                    |
| 1960               | CIN                                | 4                                  | 6                                  | 4,57                               | 16                                 | 15                                 | 1                                  | 0                                  | 0                                  | 82⅔                                | 99                                 | 48                                 | 42                                 | 12                                 | 36                                 | 1,367                              |                                    |                                    |
| 1960               | CLE                                | 2                                  | 3                                  | 4,33                               | 20                                 | 2                                  | 0                                  | 0                                  | 1                                  | 54                                 | 61                                 | 28                                 | 26                                 | 6                                  | 27                                 | 1,278                              |                                    |                                    |
| Łącznie w karierze | Łącznie w karierze                 | 149                                | 90                                 | 3,56                               | 344                                | 294                                | 133                                | 24                                 | 7                                  | 2154⅔                              | 2102                               | 956                                | 852                                | 252                                | 1129                               | 1,203                              |                                    |                                    |

Postseason
| Sezon              | Klub               | S                  | P                  | Wynik              | W | L | ERA   | G | GS | CG | SHO | SV | IP  | H  | R  | ER | HR | SO | WHIP  |
| ------------------ | ------------------ | ------------------ | ------------------ | ------------------ | - | - | ----- | - | -- | -- | --- | -- | --- | -- | -- | -- | -- | -- | ----- |
| 1949               | BRO                | WS                 | NYY                | Prz.               | 0 | 2 | 3,09  | 2 | 2  | 1  | 0   | 0  | 11⅔ | 10 | 4  | 4  | 1  | 11 | 1,114 |
| 1949               | BRO                | WS                 | NYY                | Wyg.               | 0 | 1 | 9,53  | 1 | 1  | 0  | 0   | 0  | 5⅔  | 8  | 6  | 6  | 3  | 4  | 1,765 |
| 1949               | BRO                | WS                 | NYY                | Prz.               | 0 | 1 | 21,21 | 2 | 2  | 0  | 0   | 0  | 4⅔  | 11 | 11 | 11 | 4  | 4  | 3,000 |
| Łącznie w karierze | Łącznie w karierze | Łącznie w karierze | Łącznie w karierze | Łącznie w karierze | 0 | 4 | 8,59  | 5 | 5  | 1  | 0   | 0  | 22  | 29 | 21 | 21 | 8  | 19 | 1,682 |